# John Dolmayan
John Dolmayan (armeni: Ջոն Դոլմայան) (Beirut, Líban, 15 de juliol de 1973) és un músic, més conegut per ser el bateria del grup de Metal alternatiu System of a Down (1995–2006), i el bateria de la banda Scars on Broadway (fins 2012). Viu a Las Vegas (Nevada). Es va interessar en la bateria quan tenia dos anys. El seu pare era saxofonista. Quan la seva mare el va portar a un concert del seu pare, va voler imitar el bateria que tocava amb ell. Quan en tenia quatre, va començar a demanar als seus pares una bateria cada aniversari i Nadal, i als quinze el va obtenir.

## System of a Down
Ha gravat cinc àlbums amb System of a Down: System of a Down (1998), Toxicity (2001), Steal This Album! (2002), i, més recentment, Mezmerize (2005), i Hypnotize (2005). El seu estil a la bateria ha influït en una emergent generació de músics que toquen la bateria, i ha atret a una significant porció de l'audiència de System of a Down.
Les seves expressions facials són famoses, ja que sempre sembla enfadat. També és conegut pel seu combo de hi-hat i caixa, que totca en algunes de les cançons de System of a Down.
Va ser el millor bateria del món segons la revista DRUM! Magazine l'any 2006.

## Discografia

### System of a Down
- 1998: System of a Down
- 2001: Toxicity
- 2002: Steal This Album!
- 2005: Mezmerize
- 2005: Hypnotize

### Axis of Justice
- 2004: Concert Series Volume 1

### Scum of the Earth
- 2004: Blah...Blah...Blah...Love Songs for the New Millennium (Guest Drums)

### AmbSerj Tankian
- 2007: Elect the Dead

### Scars on Broadway
- 2008: Scars on Broadway